# Abbazia di Bangor
L'abbazia di Bangor, fondata nel 559 da Comgall di Bangor, è un edificio religioso che si trova a Bangor, nell'Irlanda del Nord.
Il monastero era una famosa scuola monastica frequentata da circa 3000 monaci e da studiosi irlandesi e che ebbe come allievo anche san Colombano, futuro abate di Luxeuil e di Bobbio, e da dove cominciò nel 590, con altri monaci, il proprio viaggio attraverso l'Europa continentale con la fondazione di numerosi monasteri.
La regola monastica era basata su pratiche ascetiche e sulla penitenza.
L'"Antifonario di Bangor", un manoscritto del tardo VI secolo conservato nell'abbazia di Bobbio fino al 1609 (oggi presso la Biblioteca Ambrosiana di Milano), secondo la tradizione sarebbe stato portato a Bobbio dallo stesso san Colombano, probabilmente fu nelle mani del santo irlandese, ma pervenne al monastero bobbiense solo attorno al IX secolo dopo le invasioni vichinghe.
L'abbazia cominciò a decadere nel IX secolo, ai tempi delle invasioni danesi.
L'ultimo abate morì nel 1539, ma il titolo di "lord abate di Bangor" fu in uso fino al XIX secolo.

## Abati
- Comgall di Bangor
- Malachia di Armagh